# Benjamin A. Smith II
Benjamin Atwood Smith II (ur. 11 marca 1916, zm. 6 września 1991) – amerykański polityk, działacz Partii Demokratycznej, który w latach 1960-1962 reprezentował rodzinny stan Massachusetts w Senacie Stanów Zjednoczonych.
Urodził się w Glouchester. Uczęszczał do miejscowych szkół publicznych i ukończył Governor Dummer Academy. Studiował na Harvardzie, który ukończył w 1939. Mieszkał wówczas w jednym pokoju z innym studentem, Johnem F. Kennedym.
W latach 1941–1945 służył w szeregach US Navy na obszarze Oceanu Spokojnego. Zwolniono go ze służby w stopniu porucznika.
Następnie zaczął karierę w sektorze prywatnym, stojąc m.in. na czele takich spółek, jak Merchants Box Factory, Cape Ann Fisheries, Inc., United Fisheries Co., Gloucester By-Products, Inc.
W okresie od 1954 do 1955 zarządzał rodzinnym Glouchester jako burmistrz z ramienia Partii Demokratycznej.
Kiedy jego dawny kolega ze studiów, John F. Kennedy, został wybrany w roku 1960 na stanowisko prezydenta Stanów Zjednoczonych, musiał opuścić zajmowane przez siebie miejsce w Senacie. Kennedy przekonał ówczesnego gubernatora Massachusetts, Fostera Furcolo, aby mianował senatorem, do czasu przedterminowych wyborów w listopadzie 1962 (sama kadencja upływała w 1965), właśnie Smitha. Smith reprezentował Massachusetts w izbie wyższej Kongresu niespełna rok, czyli od grudnia 1960, do listopada 1962, kiedy zaprzysiężono zwycięzcę wyborów, najmłodszego brata prezydenta, Teda Kennedy’ego, który jest obecnie drugim senatorem pod względem długości stażu. Sam Smith nie ubiegał się wtedy o nominację na własną kadencję.
Po odejściu z Senatu mieszkał dalej w Glouchester. Pochowano go na miejscowym Calvary Cemetery.